# Copa Africana de Naciones 1994
La Copa Africana de Naciones de 1994 fue la decimonovena edición del torneo de fútbol más importante de naciones de África. Originalmente sería organizado por Zaire pero finalmente fue organizado en Túnez. Participaron doce equipos distribuidos en cuatro grupos de tres equipos en los que clasificaban los dos primeros de cada grupo. La selección de Nigeria ganó el segundo título de su historia venciendo a la selección de Zambia por 2 a 1.

## Sedes
| Tunis                | Sousse                    |
| -------------------- | ------------------------- |
| Stade El Menzah      | Stade Olympique de Sousse |
| Capacidad: 45,000    | Capacidad: 21,000         |
|                      |                           |
| Tunis                | Tunis Sousse              |
| Stade Chedly Zouiten | Tunis Sousse              |
| Capacidad: 18,000    | Tunis Sousse              |
|                      | Tunis Sousse              |

## Participantes
| Equipos participantes | Equipos participantes | Equipos participantes | Equipos participantes |
| --------------------- | --------------------- | --------------------- | --------------------- |
| Costa de Marfil       | Egipto                | Gabón                 | Ghana                 |
| Guinea                | Malí                  | Nigeria               | Senegal               |
| Sierra Leona          | Túnez                 | Zaire                 | Zambia                |

## Primera fase

### Grupo A
| Pos. | Equipo | Pts. | PJ | G | E | P | GF | GC | Dif. | Clasificación |
| ---- | ------ | ---- | -- | - | - | - | -- | -- | ---- | ------------- |
| 1    | Zaire  | 4    | 2  | 1 | 1 | 0 | 2  | 1  | +1   | Segunda fase  |
| 2    | Malí   | 3    | 2  | 1 | 0 | 1 | 2  | 1  | +1   | Segunda fase  |
| 3    | Túnez  | 1    | 2  | 0 | 1 | 1 | 1  | 3  | −2   |               |

 Fuente: 
| 26 de marzo de 1994 | Túnez | 0:2 (0:2) | Malí                                      | Estadio Olímpico El Menzah, Ciudad de Túnez               |                                                           |
|                     |       |           | Fernand Coulibaly 25' · Mobido Sidibé 34' | Asistencia: 45.000 espectadores Árbitro(s): Lim Kee Chong | Asistencia: 45.000 espectadores Árbitro(s): Lim Kee Chong |

| 28 de marzo de 1994 | Malí | 0:1 (0:0) | Zaire             | Estadio Olímpico El Menzah, Ciudad de Túnez            |                                                        |
|                     |      |           | Lemba Basaula 48' | Asistencia: 8.000 espectadores Árbitro(s): Ali Bujsaim | Asistencia: 8.000 espectadores Árbitro(s): Ali Bujsaim |

| 30 de marzo de 1994 | Túnez                     | 1:1 (1:0) | Zaire           | Estadio Olímpico El Menzah, Ciudad de Túnez                 |                                                             |
|                     | Faouzi Rouissi 43' (pen.) |           | Nsumbu Ngoy 55' | Asistencia: 45.000 espectadores Árbitro(s): Jamal Al-Sharif | Asistencia: 45.000 espectadores Árbitro(s): Jamal Al-Sharif |

### Grupo B
| Pos. | Equipo  | Pts. | PJ | G | E | P | GF | GC | Dif. | Clasificación |
| ---- | ------- | ---- | -- | - | - | - | -- | -- | ---- | ------------- |
| 1    | Egipto  | 4    | 2  | 1 | 1 | 0 | 4  | 0  | +4   | Segunda fase  |
| 2    | Nigeria | 4    | 2  | 1 | 1 | 0 | 3  | 0  | +3   | Segunda fase  |
| 3    | Gabón   | 0    | 2  | 0 | 0 | 2 | 0  | 7  | −7   |               |

 Fuente: 
| 26 de marzo de 1994 | Nigeria                       | 3:0 (1:0) | Gabón | Estadio Olímpico El Menzah, Ciudad de Túnez               |                                                           |
|                     | Yekini 18', 88' · Adepoju 72' |           |       | Asistencia: 30.000 espectadores Árbitro(s): Mohamed Bahar | Asistencia: 30.000 espectadores Árbitro(s): Mohamed Bahar |

| 28 de marzo de 1994 | Egipto                                                        | 4:0 (2:0) | Gabón | Estadio Chedli Zouiten, Ciudad de Túnez                    |                                                            |
|                     | Talaat Mansour 1' · Hamza El Gamal 22' · Abdel Samad 55', 59' |           |       | Asistencia: 6.000 espectadores Árbitro(s): Charles Masembe | Asistencia: 6.000 espectadores Árbitro(s): Charles Masembe |

| 30 de marzo de 1994 | Egipto | 0:0 | Nigeria | Estadio Chedli Zouiten, Ciudad de Túnez                    |  |
|                     |        |     |         | Asistencia: 30.000 espectadores Árbitro(s): Limm Kee Chong |  |

### Grupo C
| Pos. | Equipo          | Pts. | PJ | G | E | P | GF | GC | Dif. | Clasificación |
| ---- | --------------- | ---- | -- | - | - | - | -- | -- | ---- | ------------- |
| 1    | Zambia          | 4    | 2  | 1 | 1 | 0 | 1  | 0  | +1   | Segunda fase  |
| 2    | Costa de Marfil | 3    | 2  | 1 | 0 | 1 | 4  | 1  | +3   | Segunda fase  |
| 3    | Sierra Leona    | 1    | 2  | 0 | 1 | 1 | 0  | 4  | −4   |               |

 Fuente: 
| 27 de marzo de 1994 | Costa de Marfil                | 4:0 (2:0) | Sierra Leona | Estadio Olímpico de Susa, Susa                              |                                                             |
|                     | Tiéhl 19', 63', 70' · Guel 35' |           |              | Asistencia: 10.000 espectadores Árbitro(s): Jamal Al Sharif | Asistencia: 10.000 espectadores Árbitro(s): Jamal Al Sharif |

| 29 de marzo de 1994 | Zambia | 0:0 | Sierra Leona | Estadio Olímpico de Susa, Susa                        |  |
|                     |        |     |              | Asistencia: 6.000 espectadores Árbitro(s): Omer Yengo |  |

| 31 de marzo de 1994 | Zambia              | 1:0 (0:0) | Costa de Marfil | Estadio Olímpico de Susa, Susa                              |                                                             |
|                     | Mordon Malitolí 79' |           |                 | Asistencia: 6.000 espectadores Árbitro(s): Petros Mathabela | Asistencia: 6.000 espectadores Árbitro(s): Petros Mathabela |

### Grupo D
| Pos. | Equipo  | Pts. | PJ | G | E | P | GF | GC | Dif. | Clasificación |
| ---- | ------- | ---- | -- | - | - | - | -- | -- | ---- | ------------- |
| 1    | Ghana   | 6    | 2  | 2 | 0 | 0 | 2  | 0  | +2   | Segunda fase  |
| 2    | Senegal | 3    | 2  | 1 | 0 | 1 | 2  | 2  | 0    | Segunda fase  |
| 3    | Guinea  | 0    | 2  | 0 | 0 | 2 | 1  | 3  | −2   |               |

 Fuente: 
| 27 de marzo de 1994 | Ghana       | 1:0 (0:0) | Guinea | Estadio Olímpico de Susa, Susa                               |                                                              |
|                     | Akonnor 87' |           |        | Asistencia: 10.000 espectadores Árbitro(s): Petros Mathabela | Asistencia: 10.000 espectadores Árbitro(s): Petros Mathabela |

| 29 de marzo de 1994 | Senegal                        | 2:1 (0:1) | Guinea     | Estadio Olímpico de Susa, Susa                                |                                                               |
|                     | Gueye 46' (pen.) · Tendeng 50' |           | Camara 44' | Asistencia: 6.000 espectadores Árbitro(s): Hussein Ali Moussa | Asistencia: 6.000 espectadores Árbitro(s): Hussein Ali Moussa |

| 31 de marzo de 1994 | Ghana      | 1:0 (1:0) | Senegal | Estadio Olímpico de Susa, Susa                         |                                                        |
|                     | Polley 42' |           |         | Asistencia: 6.000 espectadores Árbitro(s): Ali Bujsaim | Asistencia: 6.000 espectadores Árbitro(s): Ali Bujsaim |

## Segunda fase
|  | Cuartos de final   | Cuartos de final   |                     |       | Semifinales            | Semifinales            |  |  | Final               | Final |
|  |                    |                    |                     |       |                        |                        |  |  |                     |       |
|  | 2 de abril – Túnez |                    |                     |       |                        |                        |  |  |                     |       |
|  |                    |                    |                     |       |                        |                        |  |  |                     |       |
|  | Zaire              | 0                  |                     |       |                        |                        |  |  |                     |       |
|  | Zaire              | 0                  | 6 de abril – Túnez  |       |                        |                        |  |  |                     |       |
|  | Nigeria            | 2                  |                     |       |                        |                        |  |  |                     |       |
|  | Nigeria            | 2                  | Nigeria             | 2 (4) |                        |                        |  |  |                     |       |
|  | 3 de abril – Susa  |                    | Nigeria             | 2 (4) |                        |                        |  |  |                     |       |
|  |                    | Costa de Marfil    | 2 (3)               |       |                        |                        |  |  |                     |       |
|  | Ghana              | Costa de Marfil    | 2 (3)               | 1     |                        |                        |  |  |                     |       |
|  | Ghana              |                    | 10 de abril – Túnez | 1     |                        |                        |  |  |                     |       |
|  | Costa de Marfil    | 2                  |                     |       |                        |                        |  |  |                     |       |
|  | Costa de Marfil    | 2                  | Nigeria             | 2     |                        |                        |  |  |                     |       |
|  | 2 de abril – Túnez |                    | Nigeria             | 2     |                        |                        |  |  |                     |       |
|  |                    | Zambia             | 1                   |       |                        |                        |  |  |                     |       |
|  | Egipto             | Zambia             | 1                   | 0     |                        |                        |  |  |                     |       |
|  | Egipto             | 6 de abril – Túnez |                     | 0     |                        |                        |  |  |                     |       |
|  | Malí               | 1                  |                     |       |                        |                        |  |  |                     |       |
|  | Malí               | 1                  | Malí                | 0     | Tercer y cuarto puesto | Tercer y cuarto puesto |  |  |                     |       |
|  | 3 de abril – Susa  |                    | Malí                | 0     | Tercer y cuarto puesto | Tercer y cuarto puesto |  |  |                     |       |
|  |                    | Zambia             | 4                   |       |                        |                        |  |  |                     |       |
|  | Zambia             | Zambia             | 4                   | 1     | Costa de Marfil        | 3                      |  |  |                     |       |
|  | Zambia             |                    |                     | 1     | Costa de Marfil        | 3                      |  |  |                     |       |
|  | Senegal            | 0                  |                     | Malí  | 1                      |                        |  |  |                     |       |
|  | Senegal            | 0                  |                     |       | 1                      |                        |  |  |                     |       |
|  |                    |                    |                     |       |                        |                        |  |  | 10 de abril – Túnez |       |
|  |                    |                    |                     |       |                        |                        |  |  |                     |       |

### Cuartos de final
| 2 de abril de 1994 | Zaire | 0:2 (0:0) | Nigeria         | Estadio Olímpico El Menzah, Ciudad de Túnez              |                                                          |
|                    |       |           | Yekini 51', 71' | Asistencia: 2.000 espectadores Árbitro(s): Lim Kee Chong | Asistencia: 2.000 espectadores Árbitro(s): Lim Kee Chong |

| 3 de abril de 1994 | Ghana       | 1:2 (0:1) | Costa de Marfil        | Estadio Olímpico de Susa, Susa                         |                                                        |
|                    | Akonnor 77' |           | Tiehi 30' · Traore 81' | Asistencia: 8.000 espectadores Árbitro(s): Ali Bujsaim | Asistencia: 8.000 espectadores Árbitro(s): Ali Bujsaim |

| 2 de abril de 1994 | Egipto | 0:1 (0:0) | Malí       | Estadio Olímpico El Menzah, Ciudad de Túnez                |                                                            |
|                    |        |           | Traore 64' | Asistencia: 8.000 espectadores Árbitro(s): Charles Masembe | Asistencia: 8.000 espectadores Árbitro(s): Charles Masembe |

| 3 de abril de 1994 | Zambia     | 1:0 (1:0) | Senegal | Estadio Olímpico de Susa, Susa                             |                                                            |
|                    | Sakala 38' |           |         | Asistencia: 8.000 espectadores Árbitro(s): Jamal Al-Sharaf | Asistencia: 8.000 espectadores Árbitro(s): Jamal Al-Sharaf |

### Semifinales
| 6 de abril de 1994 | Nigeria                                     | 2:2 (2:2) (t. s.)(4:2 p.)  | Costa de Marfil                   | Estadio Olímpico El Menzah, Ciudad de Túnez            |                                                        |
|                    | Iroha 26' · Yekini 40'                      |                            | Bassole 19' 31'                   | Asistencia: 2.000 espectadores Árbitro(s): Ali Bujsaim | Asistencia: 2.000 espectadores Árbitro(s): Ali Bujsaim |
|                    |                                             | Tiros desde el punto penal |                                   |                                                        |                                                        |
|                    | Finidi · Siasia · Amokachi · Iroha · Yekini |                            | Kouamé · Fallet · Bassolé · Amani |                                                        |                                                        |

| 6 de abril de 1994 | Zambia                                              | 4:0 (2:0) | Malí | Estadio Olímpico El Menzah, Ciudad de Túnez                |                                                            |
|                    | Litana 8' · Saileti 30' · Bwalya 47' · Malitoli 73' |           |      | Asistencia: 2.000 espectadores Árbitro(s): Charles Masembe | Asistencia: 2.000 espectadores Árbitro(s): Charles Masembe |

### Tercer lugar
| 10 de abril de 1994 | Costa de Marfil                   | 3:1 (1:0) | Malí       | Estadio Olímpico El Menzah, Ciudad de Túnez                  |                                                              |
|                     | Koné 12' · Ouattara 67' · Sie 70' |           | Diallo 46' | Asistencia: 15.000 espectadores Árbitro(s): Petros Mathabela | Asistencia: 15.000 espectadores Árbitro(s): Petros Mathabela |

### Final
| 10 de abril de 1994 | Nigeria         | 2:1 (1:1) | Zambia    | Estadio Olímpico El Menzah, Ciudad de Túnez               |                                                           |
|                     | Amuneke 5', 47' |           | Litana 3' | Asistencia: 25.000 espectadores Árbitro(s): Lim Kee Chong | Asistencia: 25.000 espectadores Árbitro(s): Lim Kee Chong |

|                            |
| Bandera de Nigeria         |
| Campeón Nigeria 2.º título |

## Goleadores
5 goles
- Rashidi Yekini

4 goles
- Joël Tiéhi

2 goles
- Bashir Abdel Samad
- Charles Akonnor
- Michel Bassolé
- Emmanuel Amuneke
- Elijah Litana
- Kenneth Malitoli

1 gol
- Hamza El-Gamal
- Ayman Mansour
- Prince Polley
- Titi Camara
- Tchiressoua Guel
- Adama Koné Clofie
- Ahmed Ouattara
- Donald-Olivier Sie
- Abdoulaye Traoré
- Fernand Coulibaly
- Amadou Diallo
- Modibo Sidibé
- Soumaila Traoré
- Mutiu Adepoju
- Ben Iroha
- Momath Gueye
- Athanas Tendeng
- Faouzi Rouissi
- Lemba Basaula
- Nsumbu Ngoy
- Kalusha Bwalya
- Zeddy Saileti
- Evans Sakala

## Equipo ideal
- Guardameta:  Ahmed Shobair
- Defensas:  Frank Amankwah,  Harrison Chongo,  Elijah Litana,  Benedict Iroha
- Centrocampistas:  Serge Maguy,  Jay-Jay Okocha,  Daniel Amokachi,  Abedi Pele
- Delanteros:  Joël Tiéhi,  Rashidi Yekini